# Slaget ved Valverde
Slaget ved Valverde (20. februar–21. februar 1862), som blev udkæmpet i og omkring byen Valverde i New Mexico territoriet, var en stor sejr for Konføderationen i New Mexico kampagnen, selv om konføderationen senere måtte trække sig tilbage efter slaget ved Glorieta Pass. De kæmpende bestod af konfødereret kavaleri fra Texas og adskillige kompagnier af konfødererede frivillige fra området som stod overfor enheder fra den regulære hær og frivillige fra det nordlige New Mexico.
General Henry Hopkins Sibley førte sin brigade på omkring 2.500 mand over Rio Grande og op langs den østlige side af floden til vadestedet nær Valverde, nord for Fort Craig, i håb om at kunne afskære Unionens forsyningslinje mellem fortet og deres hovedkvarter i Santa Fe. Unionens oberstløjtnant E.R.S. Canby forlod Fort Craig med 3.200 mænd for at forhindre at de konfødererede krydsede floden. Lige da han var over for dem, åbnede Canby ild i utide og sendte Unionskavaleri og en mindre styrke infanteri og artilleri over floden, og tvang de konfødererede tilbage.
De konføderere stoppede deres retræte et sted langs den gamle flodseng, som fungerede som en udmærket forsvarsposition. Efter at have ladet alle sine mænd krydse floden besluttede Canby, at et frontalangreb ikke ville nytte og placerede sine tropper til at angribe de konfødererede i deres venstre flanke. Inden han kunne gå til angreb, angreb de konfødererede. Unionenshæren svarede igen med et kavaleriangreb, men den konfødererede hovedstyrke pressede på med et frontalangreb og erobrede et artilleribatteri med seks kanoner og gennembrød Unionens slaglinje, hvilket snart førte til at de blev slået på flugt. Canby fik hurtigt samling på sine mænd og beordrede en tilbagetrækning til fortet. Konfødererede forstærkninger ankom, og Sibley skulle til at beordre et nyt angreb, da Canby sendte en parlamentær frem for at bede om våbenhvile til at fjerne de døde og sårede. Det tilstod Sibley ham, som en gentleman.
Med slagmarken i dere besiddelse, hævdede de konfødererede at have vundet sejr, men de havde lidt store tab. Selv om de ville fortsætte og okkupere Albuquerque og Santa Fe, ville de blive tvunget til at forlade New Mexico efter blot en måned på grund af mangel på forsyninger. De konfødererede trak sig tilbage til El Paso i Texas, der havde været udgangspunktet for kampagnen, mens Canbys Unionstropper langsomt fulgte efter, uden at gøre forsøg på at genoptage kampen.

## Arven
Slaget var lavpunktet i E.R.S. Canbys militære karriere og var samtidig toppen på Henry Hopkins Sibleys. Der er spekulationer om at disse to kommandører, som havde været allierede og trænet sammen, rent faktisk kunne have været svogre.